# 赫利巴赫河 (羅伊斯河支流)
47°29′07″N 8°14′18″E / 47.48541°N 8.23827°E

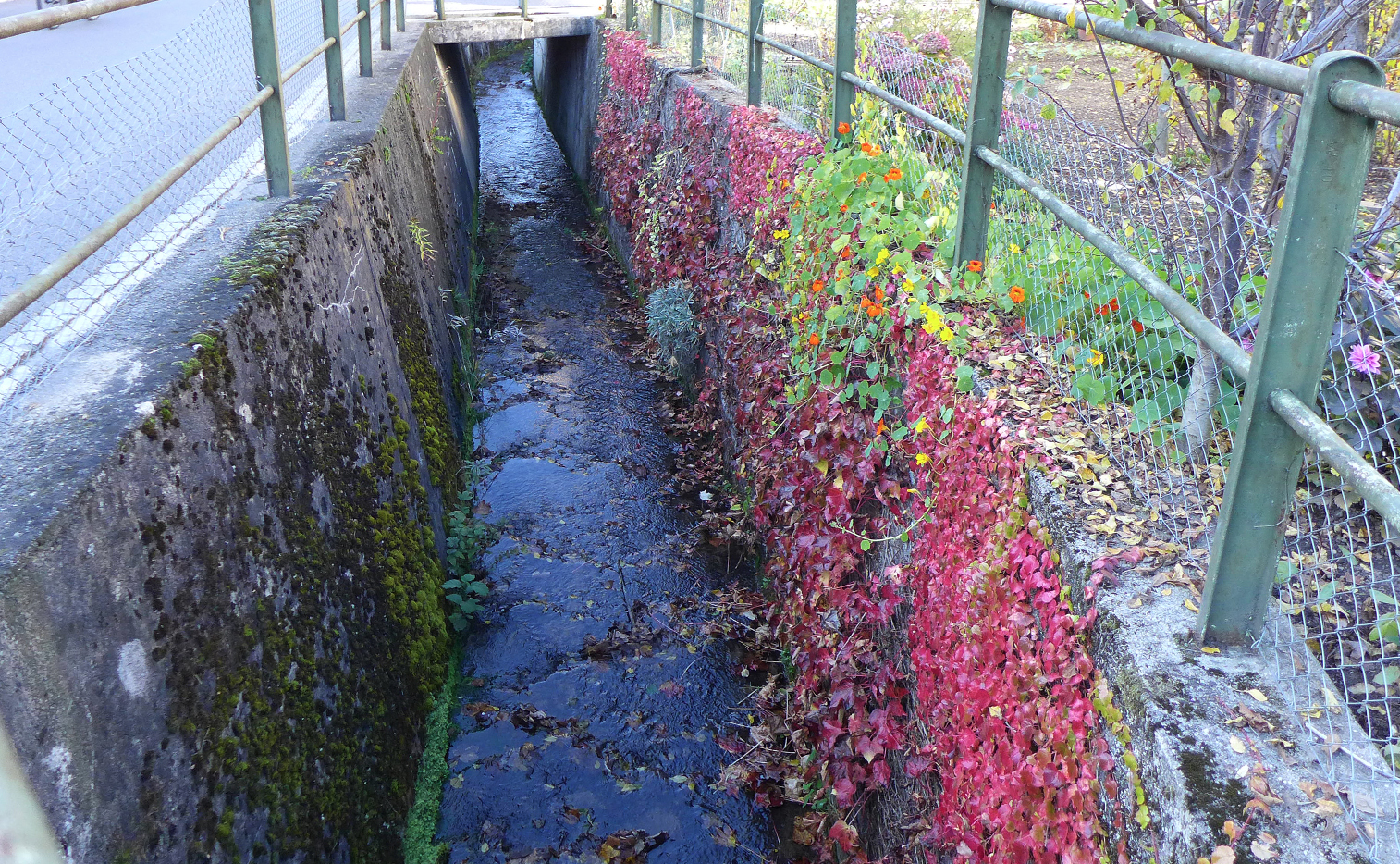

赫利巴赫河是瑞士的河流，位於該國北部，流經阿爾高州，屬於羅伊斯河的支流，河道全長約4.2公里，河畔城鎮有格本斯托爾夫。